# Tuya Mountains Park
Der Tuya Mountains Park ist ein 108,01 km² großer Provinzpark im nördlichen Landesinneren in der Stikine Region der kanadischen Provinz British Columbia.

## Anlage
Der Tuya Mountains Park liegt rund 90 km südlich der Grenze zum Yukon-Territorium und rund 75 km nordwestlich des Dease Lake. Außerdem grenzt er im Süden an den Tuya Lake. Der abgelegene Park ist nicht über die Straße oder per Boot erreichbar und wird daher als Backcountry Park bezeichnet. Er kann über Wasserflugzeug oder Helikopter von Dease Lake aus erreicht werden.
Bei dem Park handelt es sich um ein IUCN-Schutzgebiet der Kategorie II (Nationalpark). Dieser Park ist in erster Linie ein Wildnisgebiet.
Im Tuya Mountains Park befindet sich das Quellgebiet des Tuya River. Er entspringt in der Tuya Range, einem Höhenzug im Westen der Cassiar Mountains und bildet den Abfluss des auf 1460 m gelegenen High Tuya Lake.

## Geschichte
Er wurde am 25. Januar 2001 als Schutzgebiet ausgewiesen und ist einer der jüngeren Provincial Parks in British Columbia.
Wie bei fast allen Provinzparks dieser Provinz gilt auch für diesen, dass er lange bevor die Gegend von Einwanderern besiedelt oder Teil eines Parks wurde, es Siedlungs- und Jagd- sowie Fischereigebiet der verschiedenen Völker der First Nations, hier der Tahltan, der Kaska Dena und der Tlingit, war.

## Flora und Fauna
Der Park schützt eine international bedeutende Tafelvulkan-Landform (Tuya). Tuya Butte gilt als eines der besten Beispiele für diese Landform außerhalb Islands und der Antarktis. Der Park schützt auch das Quellgebiet des Tuya-Flusses mit seinen Seen, die alpine Tundra und einen Korridor für Wildtiere. Die alpine Tundra des Parks bietet Lebensraum für Karibus, Wölfe und Grizzlybären sowie eine wichtige arktische Äschenpopulation im Butte Lake.
Das Ökosystem von British Columbia wird mit dem Biogeoclimatic Ecological Classification (BEC) Zoning System in verschiedene biogeoklimatische Zonen eingeteilt. Biogeoklimatische Zonen zeichnen sich durch ein grundsätzlich identisches oder sehr ähnliches Klima sowie gleiche oder sehr ähnliche biologische und geologische Voraussetzungen aus. Daraus resultiert in den jeweiligen Zonen dann auch ein sehr ähnlicher Bestand an Pflanzen und Tieren. Innerhalb des Ökosystems von British Columbia wird das Parkgebiet der Spruce Willow Birch Zone sowie der Alpine Tundra Zone zugeordnet.